# La Mézière
Mézière (bret. Magoer) – miejscowość i gmina we Francji, w regionie Bretania, w departamencie Ille-et-Vilaine.
Według danych na rok 1990 gminę zamieszkiwały 2142 osoby, a gęstość zaludnienia wynosiła 132 osoby/km² (wśród 1269 gmin Bretanii Mézière plasuje się na 287. miejscu pod względem liczby ludności, natomiast pod względem powierzchni na miejscu 620.